# Mechanitis
Mechanitis é um gênero de borboletas asas de tigre (Ithomiini). O nome foi-lhe atribuído por Johan Christian Fabricius em 1807. Eles estão na família das borboletas com pés em escova, Nymphalidae. Ganhou fama devido ao aspecto metálico da crisálida em certos fenótipos.

## Espécies
Organizados em ordem alfabética:
- Mechanitis lysimnia (Fabricius, 1793)
- Mechanitis mazaeus (Hewitson, 1860)
- Mecanitis menapis (Hewitson, 1856)
- Mechanitis polymnia (Linnaeus, 1758)